# Film in 2014
Dit artikel gaat over films uitgebracht in het jaar 2014.

## Succesvolste films
De tien films uit 2014 die het meest opbrachten.
| Rang | Titel                                     | Distributeur                      | Opbrengst wereldwijd |
| ---- | ----------------------------------------- | --------------------------------- | -------------------- |
| 1    | Transformers: Age of Extinction           | Paramount Pictures                | $ 1.104.054.072      |
| 2    | The Hobbit: The Battle of the Five Armies | Warner Bros.                      | $ 956.019.788        |
| 3    | Guardians of the Galaxy                   | Walt Disney Pictures              | $ 772.776.600        |
| 4    | Maleficent                                | Walt Disney Pictures              | $ 758.410.378        |
| 5    | The Hunger Games: Mockingjay - Part 1     | Lionsgate                         | $ 755.356.711        |
| 6    | X-Men: Days of Future Past                | 20th century fox                  | $ 746.045.700        |
| 7    | Captain America: The Winter Soldier       | Walt Disney Pictures              | $ 714.766.572        |
| 8    | The Amazing Spider-Man 2                  | Sony Pictures                     | $ 708.982.323        |
| 9    | Dawn of the Planet of the Apes            | 20th Century Fox                  | $ 708.835.589        |
| 10   | Interstellar                              | Paramount Pictures / Warner Bros. | $ 672.720.017        |

## Lijst van films
Films die in 2014 zijn uitgebracht:
| Verschijningsdatum | Titel                                                   | Land                                                                                    | Opmerking                                                |
| ------------------ | ------------------------------------------------------- | --------------------------------------------------------------------------------------- | -------------------------------------------------------- |
| 8 januari 2014     | T.I.M.                                                  | Nederland                                                                               |                                                          |
| 8 januari 2014     | The Legend of Hercules                                  | Verenigde Staten                                                                        |                                                          |
| 11 januari 2014    | The Nut Job                                             | Canada / Zuid-Korea / Verenigde Staten                                                  | Los Angeles                                              |
| 12 januari 2014    | Une rencontre                                           | Frankrijk                                                                               | Parijs                                                   |
| 16 januari 2014    | Devil's Due                                             | Verenigde Staten                                                                        |                                                          |
| 16 januari 2014    | Whiplash                                                | Verenigde Staten                                                                        | Sundance Film Festival (U.S. Grand Jury Prize: Dramatic) |
| 16 januari 2014    | Lilting                                                 | Verenigd Koninkrijk                                                                     | Sundance Film Festival                                   |
| 17 januari 2014    | Camp X-Ray                                              | Verenigde Staten                                                                        | Sundance Film Festival                                   |
| 17 januari 2014    | The Babadook                                            | Australië                                                                               | Sundance Film Festival                                   |
| 17 januari 2014    | Ride Along                                              | Verenigde Staten                                                                        |                                                          |
| 18 januari 2014    | I Origins                                               | Verenigde Staten                                                                        | Sundance Film Festival                                   |
| 18 januari 2014    | Infinitely Polar Bear                                   | Verenigde Staten                                                                        | Sundance Film Festival                                   |
| 18 januari 2014    | Love Is Strange                                         | Verenigde Staten                                                                        | Sundance Film Festival                                   |
| 18 januari 2014    | Wish I Was Here                                         | Verenigde Staten                                                                        | Sundance Film Festival                                   |
| 19 januari 2014    | Blind                                                   | Noorwegen / Nederland                                                                   | Sundance Film Festival                                   |
| 19 januari 2014    | Boyhood                                                 | Verenigde Staten                                                                        | Sundance Film Festival                                   |
| 19 januari 2014    | Calvary                                                 | Ierland                                                                                 | Sundance Film Festival                                   |
| 19 januari 2014    | A Most Wanted Man                                       | Verenigde Staten                                                                        | Sundance Film Festival                                   |
| 19 januari 2014    | What We Do in the Shadows                               | Nieuw-Zeeland                                                                           | Sundance Film Festival                                   |
| 20 januari 2014    | 20,000 Days on Earth                                    | Verenigd Koninkrijk                                                                     | Sundance Film Festival                                   |
| 20 januari 2014    | I, Frankenstein                                         | Verenigde Staten / Australië                                                            |                                                          |
| 20 januari 2014    | The Trip to Italy                                       | Verenigd Koninkrijk / Verenigde Staten                                                  | Sundance Film Festival                                   |
| 20 januari 2014    | White Bird in a Blizzard                                | Frankrijk / Verenigde Staten                                                            | Sundance Film Festival                                   |
| 21 januari 2014    | De behandeling                                          | België                                                                                  |                                                          |
| 21 januari 2015    | Ex Machina                                              | Verenigd Koninkrijk                                                                     |                                                          |
| 21 januari 2014    | The Raid 2                                              | Indonesië                                                                               | Sundance Film Festival                                   |
| 26 januari 2014    | Lev stærkt (On the Edge)                                | Denemarken / Zweden                                                                     | International Film Festival Rotterdam                    |
| 27 januari 2014    | Non-Stop                                                | Verenigde Staten                                                                        |                                                          |
| 27 januari 2014    | The Other Side of the Heart Is White                    | Nederland                                                                               |                                                          |
| 29 januari 2014    | Afscheid van de maan                                    | Nederland                                                                               |                                                          |
| 29 januari 2014    | Toscaanse bruiloft                                      | Nederland                                                                               |                                                          |
| 30 januari 2014    | RoboCop                                                 | Verenigde Staten                                                                        | Remake van RoboCop (1987)                                |
| 1 februari 2014    | The Lego Movie                                          | Verenigde Staten                                                                        |                                                          |
| 3 februari 2014    | Chand Metre Moka'ab Eshgh (A Few Cubic Meters of Love)  | Iran / Afghanistan                                                                      |                                                          |
| 6 februari 2014    | The Grand Budapest Hotel                                | Verenigde Staten / Duitsland                                                            | Internationaal filmfestival van Berlijn                  |
| 7 februari 2014    | '71                                                     | Verenigd Koninkrijk                                                                     | Internationaal filmfestival van Berlijn                  |
| 7 februari 2014    | Mr. Peabody & Sherman                                   | Verenigde Staten                                                                        |                                                          |
| 9 februari 2014    | Kreuzweg                                                | Duitsland                                                                               | Internationaal filmfestival van Berlijn                  |
| 10 februari 2014   | A Long Way Down                                         | Verenigd Koninkrijk                                                                     | Internationaal filmfestival van Berlijn                  |
| 10 februari 2014   | Aimer, boire et chanter                                 | Frankrijk                                                                               |                                                          |
| 10 februari 2014   | Das finstere Tal                                        | Oostenrijk / Duitsland                                                                  | Internationaal filmfestival van Berlijn                  |
| 10 februari 2014   | Hoje Eu Quero Voltar Sozinho (The Way He Looks)         | Brazilië                                                                                | Internationaal filmfestival van Berlijn                  |
| 10 februari 2014   | Resan till Fjäderkungens rike (De verenkoning)          | Zweden                                                                                  | Internationaal filmfestival van Berlijn                  |
| 10 februari 2014   | Winter's Tale                                           | Verenigde Staten                                                                        |                                                          |
| 11 februari 2014   | Stratos                                                 | Griekenland / Duitsland / Cyprus                                                        | Internationaal filmfestival van Berlijn                  |
| 12 februari 2014   | 3 Days to Kill                                          | Verenigde Staten                                                                        |                                                          |
| 12 februari 2014   | Bai ri yan huo (Black Coal, Thin Ice)                   | China                                                                                   | Gouden Beer IFF Berlijn                                  |
| 12 februari 2014   | Diplomatie                                              | Frankrijk / Duitsland                                                                   |                                                          |
| 12 februari 2014   | Kankerlijers                                            | Nederland                                                                               |                                                          |
| 12 februari 2014   | K3 Dierenhotel                                          | België                                                                                  |                                                          |
| 12 februari 2014   | Violet                                                  | België / Nederland                                                                      | Internationaal filmfestival van Berlijn                  |
| 13 februari 2014   | Cuban Fury                                              | Verenigd Koninkrijk                                                                     |                                                          |
| 16 februari 2014   | Rabarber                                                | Nederland                                                                               |                                                          |
| 18 februari 2014   | Pompeii                                                 | Verenigde Staten                                                                        |                                                          |
| 26 februari 2014   | Halfweg                                                 | België                                                                                  |                                                          |
| 27 februari 2014   | Witse: de film                                          | België                                                                                  |                                                          |
| 28 februari 2014   | The Bag Man                                             | Verenigde Staten                                                                        |                                                          |
| 28 februari 2014   | Son of God                                              | Verenigde Staten                                                                        |                                                          |
| 5 maart 2014       | 300: Rise of an Empire                                  | Verenigde Staten                                                                        |                                                          |
| 6 maart 2014       | Bibi & Tina                                             | Duitsland                                                                               |                                                          |
| 6 maart 2014       | Kenau                                                   | Nederland                                                                               |                                                          |
| 7 maart 2014       | 13 Sins                                                 | Verenigde Staten                                                                        | South by Southwest Film Festival                         |
| 7 maart 2014       | Chef                                                    | Verenigde Staten                                                                        | South by Southwest Film Festival                         |
| 7 maart 2014       | Premature                                               | Verenigde Staten                                                                        | South by Southwest Film Festival                         |
| 8 maart 2014       | Bad Neighbours                                          | Verenigde Staten                                                                        |                                                          |
| 8 maart 2014       | Predestination                                          | Australië                                                                               | South by Southwest Film Festival                         |
| 8 maart 2014       | Starry Eyes                                             | Verenigde Staten                                                                        | South by Southwest Film Festival                         |
| 9 maart 2014       | At the Devil's Door                                     | Verenigde Staten                                                                        | South by Southwest Film Festival                         |
| 10 maart 2014      | Noah                                                    | Verenigde Staten                                                                        |                                                          |
| 12 maart 2014      | Need for Speed                                          | Verenigde Staten                                                                        |                                                          |
| 13 maart 2014      | Captain America: The Winter Soldier                     | Verenigde Staten                                                                        |                                                          |
| 13 maart 2014      | Hartenstraat                                            | Nederland                                                                               |                                                          |
| 18 maart 2014      | Divergent                                               | Verenigde Staten                                                                        |                                                          |
| 20 maart 2014      | Rio 2                                                   | Verenigde Staten                                                                        |                                                          |
| 21 maart 2014      | Muppets Most Wanted                                     | Verenigde Staten                                                                        |                                                          |
| 21 maart 2014      | Salaud, on t'aime                                       | Frankrijk                                                                               |                                                          |
| 21 maart 2014      | God's Not Dead                                          | Verenigde Staten                                                                        |                                                          |
| 1 april 2014       | The Other Woman                                         | Verenigde Staten                                                                        |                                                          |
| 1 april 2014       | The Quiet Ones                                          | Verenigd Koninkrijk                                                                     |                                                          |
| 1 april 2014       | SEAL Team 8: Behind Enemy Lines                         | Verenigde Staten                                                                        |                                                          |
| 2 april 2014       | Flying Home                                             | België                                                                                  |                                                          |
| 2 april 2014       | De maagd van Gent                                       | België                                                                                  |                                                          |
| 3 april 2014       | Lucia de B.                                             | Nederland                                                                               |                                                          |
| 7 april 2014       | Toen was geluk heel gewoon                              | Nederland                                                                               |                                                          |
| 9 april 2014       | Une histoire banale                                     | Frankrijk                                                                               |                                                          |
| 9 april 2014       | Pim & Pom: Het Grote Avontuur                           | Nederland                                                                               |                                                          |
| 9 april 2014       | Les Yeux jaunes des crocodiles                          | Frankrijk                                                                               |                                                          |
| 10 april 2014      | The Amazing Spider-Man 2                                | Verenigde Staten                                                                        |                                                          |
| 10 april 2014      | Heaven Is for Real                                      | Verenigde Staten                                                                        |                                                          |
| 10 april 2014      | Transcendence                                           | Verenigde Staten                                                                        |                                                          |
| 16 april 2014      | Qu'est-ce qu'on a fait au Bon Dieu?                     | Frankrijk                                                                               |                                                          |
| 17 april 2014      | About Alex                                              | Verenigde Staten                                                                        | Tribeca Film Festival                                    |
| 18 april 2014      | A Haunted House 2                                       | Verenigde Staten                                                                        |                                                          |
| 18 april 2014      | Life Partners                                           | Verenigde Staten                                                                        | Tribeca Film Festival                                    |
| 20 april 2014      | Boulevard                                               | Verenigde Staten                                                                        | Tribeca Film Festival                                    |
| 23 april 2014      | Brick Mansions                                          | Frankrijk / Canada                                                                      | Remake van Banlieue 13                                   |
| 23 april 2014      | Pas son genre                                           | Frankrijk / België                                                                      | COLCOA Film Festival, Los Angeles                        |
| 2 mei 2014         | Walk of Shame                                           | Verenigde Staten                                                                        |                                                          |
| 8 mei 2014         | Godzilla                                                | Verenigde Staten                                                                        |                                                          |
| 8 mei 2014         | Maleficent                                              | Verenigde Staten                                                                        |                                                          |
| 10 mei 2014        | X-Men: Days of Future Past                              | Verenigde Staten                                                                        |                                                          |
| 14 mei 2014        | Grace of Monaco                                         | Verenigde Staten / Frankrijk                                                            |                                                          |
| 15 mei 2014        | Bande de filles                                         | Frankrijk                                                                               | Filmfestival van Cannes                                  |
| 15 mei 2014        | Mr. Turner                                              | Verenigd Koninkrijk                                                                     | Filmfestival van Cannes                                  |
| 15 mei 2014        | Timbuktu                                                | Frankrijk / Mauritanië                                                                  | Filmfestival van Cannes                                  |
| 16 mei 2014        | Amour fou                                               | Oostenrijk / Luxemburg / Duitsland                                                      | Filmfestival van Cannes                                  |
| 16 mei 2014        | The Captive                                             | Canada                                                                                  | Filmfestival van Cannes                                  |
| 16 mei 2014        | Gett: Le procès de Viviane Amsalem                      | Israël / Frankrijk / Duitsland                                                          | Filmfestival van Cannes                                  |
| 16 mei 2014        | Gui lai (Coming Home)                                   | China                                                                                   |                                                          |
| 16 mei 2014        | How to Train Your Dragon 2                              | Verenigde Staten                                                                        |                                                          |
| 16 mei 2014        | Kış uykusu (Winter Sleep)                               | Turkije                                                                                 | Gouden Palm filmfestival Cannes                          |
| 16 mei 2014        | The Fault in Our Stars                                  | Verenigde Staten                                                                        | Seattle International Film Festival                      |
| 17 mei 2014        | Les Combattants                                         | Frankrijk                                                                               | Filmfestival van Cannes                                  |
| 17 mei 2014        | It Follows                                              | Verenigde Staten                                                                        | Filmfestival van Cannes                                  |
| 17 mei 2014        | Relatos salvajes                                        | Argentinië                                                                              | Filmfestival van Cannes                                  |
| 17 mei 2014        | Saint Laurent                                           | Frankrijk                                                                               | Filmfestival van Cannes                                  |
| 17 mei 2014        | The Salvation                                           | Denemarken / Verenigd Koninkrijk / Zuid-Afrika                                          | Filmfestival van Cannes                                  |
| 18 mei 2014        | Gente de bien                                           | Colombia / Frankrijk                                                                    | Filmfestival van Cannes                                  |
| 18 mei 2014        | Jauja                                                   | Argentinië / Verenigde Staten / Mexico / Duitsland / Nederland / Frankrijk / Denemarken | Filmfestival van Cannes                                  |
| 18 mei 2014        | The Homesman                                            | Verenigde Staten                                                                        |                                                          |
| 18 mei 2014        | Le meraviglie                                           | Italië / Zwitserland / Duitsland                                                        | Grand Prix Filmfestival van Cannes                       |
| 18 mei 2014        | Turist (Force Majeure)                                  | Zweden / Frankrijk / Denemarken / Noorwegen                                             | Filmfestival van Cannes                                  |
| 19 mei 2014        | Foxcatcher                                              | Verenigde Staten                                                                        | Filmfestival van Cannes                                  |
| 19 mei 2014        | Haganenet (The Kindergarten Teacher)                    | Israël / Frankrijk                                                                      | Filmfestival van Cannes                                  |
| 19 mei 2014        | Maps to the Stars                                       | Canada / Verenigde Staten                                                               | Filmfestival van Cannes                                  |
| 19 mei 2014        | Når dyrene drømmer (When Animals Dream)                 | Denemarken                                                                              | Filmfestival van Cannes                                  |
| 20 mei 2014        | Deux jours, une nuit                                    | België / Frankrijk / Italië                                                             | Filmfestival van Cannes                                  |
| 20 mei 2014        | Futatsume no mado (Still the Water)                     | Japan / Spanje / Frankrijk / Ierland                                                    | Filmfestival van Cannes                                  |
| 20 mei 2014        | Lost River                                              | Verenigde Staten                                                                        | Filmfestival van Cannes                                  |
| 20 mei 2014        | Queen and Country                                       | Verenigd Koninkrijk                                                                     | Filmfestival van Cannes                                  |
| 20 mei 2014        | The Salt of the Earth                                   | Frankrijk / Brazilië / Italië                                                           | Filmfestival van Cannes                                  |
| 21 mei 2014        | Adieu au langage                                        | Frankrijk / Zwitserland                                                                 | Filmfestival van Cannes                                  |
| 21 mei 2014        | The Tribe                                               | Oekraïne / Nederland                                                                    | Filmfestival van Cannes                                  |
| 22 mei 2014        | Alleluia                                                | Frankrijk / België                                                                      | Filmfestival van Cannes                                  |
| 22 mei 2014        | The Angriest Man in Brooklyn                            | Verenigde Staten                                                                        |                                                          |
| 22 mei 2014        | Blended                                                 | Verenigde Staten                                                                        |                                                          |
| 22 mei 2014        | Hippocrate                                              | Frankrijk                                                                               | Filmfestival van Cannes                                  |
| 22 mei 2014        | Jimmy's Hall                                            | Verenigd Koninkrijk                                                                     | Filmfestival van Cannes                                  |
| 22 mei 2014        | Mommy                                                   | Frankrijk / Canada                                                                      |                                                          |
| 23 mei 2014        | Clouds of Sils Maria                                    | Frankrijk / Duitsland / Zwitserland                                                     | Filmfestival van Cannes                                  |
| 23 mei 2014        | Fehér isten (White God)                                 | Hongarije / Duitsland / Zweden                                                          | Filmfestival van Cannes                                  |
| 23 mei 2014        | Leviathan                                               | Rusland                                                                                 | Filmfestival van Cannes                                  |
| 23 mei 2014        | Pride                                                   | Verenigd Koninkrijk                                                                     | Filmfestival van Cannes                                  |
| 23 mei 2014        | Pieter Post: De Film                                    | Verenigd Koninkrijk                                                                     |                                                          |
| 28 mei 2014        | Edge of Tomorrow                                        | Verenigde Staten                                                                        |                                                          |
| 5 juni 2014        | 22 Jump Street                                          | Verenigde Staten                                                                        |                                                          |
| 5 juni 2014        | Jersey Boys                                             | Verenigde Staten                                                                        | Filmfestival van Sydney                                  |
| 11 juni 2014       | Stuk!                                                   | Nederland                                                                               |                                                          |
| 15 juni 2014       | The Rewrite                                             | Verenigde Staten                                                                        | Internationaal filmfestival van Shanghai                 |
| 18 juni 2014       | Au fil d'Ariane                                         | Frankrijk                                                                               |                                                          |
| 18 juni 2014       | Heksen bestaan niet                                     | Nederland                                                                               |                                                          |
| 18 juni 2014       | Elle l'adore                                            | Frankrijk                                                                               | Internationaal filmfestival van Shanghai                 |
| 19 juni 2014       | Transformers: Age of Extinction                         | Verenigde Staten                                                                        |                                                          |
| 19 juni 2014       | Walking on Sunshine                                     | Verenigd Koninkrijk                                                                     |                                                          |
| 21 juni 2014       | My Dad's a Soccer Mom                                   | Verenigde Staten                                                                        |                                                          |
| 26 juni 2014       | Dawn of the Planet of the Apes                          | Verenigde Staten                                                                        |                                                          |
| 30 juni 2014       | Sharknado 2: The Second One                             | Verenigde Staten                                                                        |                                                          |
| juli 2014          | IJspaard                                                | Nederland                                                                               |                                                          |
| 2 juli 2014        | Deliver Us from Evil                                    | Verenigde Staten                                                                        |                                                          |
| 2 juli 2014        | Labyrinthus                                             | België                                                                                  |                                                          |
| 3 juli 2014        | Oorlogsgeheimen                                         | Nederland                                                                               |                                                          |
| 3 juli 2014        | Mula sa kung ano ang noon (From What Is Before)         | Filipijnen                                                                              | Gouden Luipaard op het filmfestival van Locarno          |
| 5 juli 2014        | Je suis à toi                                           | België / Canada                                                                         | Internationaal filmfestival van Karlsbad                 |
| 9 juli 2014        | Les Vacances du petit Nicolas                           | Frankrijk                                                                               |                                                          |
| 9 juli 2014        | Loenatik, te gek                                        | Nederland                                                                               |                                                          |
| 9 juli 2014        | Step Up All In                                          | Verenigde Staten                                                                        |                                                          |
| 10 juli 2014       | And So It Goes                                          | Verenigde Staten                                                                        |                                                          |
| 11 juli 2014       | Glassland                                               | Ierland                                                                                 | Glasgow Fim Fleadh                                       |
| 14 juli 2014       | Princess                                                | Israël                                                                                  | Filmfestival van Jeruzalem (Haggiag Award)               |
| 15 juli 2014       | Planes: Fire & Rescue                                   | Verenigde Staten                                                                        |                                                          |
| 17 juli 2014       | The Purge: Anarchy                                      | Verenigde Staten                                                                        |                                                          |
| 18 juli 2014       | Sex Tape                                                | Verenigde Staten                                                                        |                                                          |
| 19 juli 2014       | Omoide no Mânî (When Marnie Was There)                  | Japan                                                                                   | Anime                                                    |
| 21 juli 2014       | Guardians of the Galaxy                                 | Verenigde Staten                                                                        |                                                          |
| 23 juli 2014       | Hercules                                                | Verenigde Staten                                                                        |                                                          |
| 25 juli 2014       | Lucy                                                    | Verenigd Koninkrijk / Frankrijk                                                         |                                                          |
| 25 juli 2014       | Magic in the Moonlight                                  | Verenigde Staten                                                                        |                                                          |
| 25 juli 2014       | Come Back to Me                                         | Verenigde Staten                                                                        |                                                          |
| 28 juli 2014       | Into the Storm                                          | Verenigde Staten                                                                        |                                                          |
| 30 juli 2014       | Miasto 44 (Warsaw 44)                                   | Polen                                                                                   | Warschau                                                 |
| 1 augustus 2014    | Get on Up                                               | Verenigde Staten                                                                        |                                                          |
| 3 augustus 2014    | Teenage Mutant Ninja Turtles                            | Verenigde Staten                                                                        |                                                          |
| 4 augustus 2014    | The Expendables 3                                       | Verenigde Staten                                                                        |                                                          |
| 6 augustus 2014    | The Inbetweeners 2                                      | Verenigd Koninkrijk                                                                     |                                                          |
| 8 augustus 2014    | The Hundred-Foot Journey                                | Verenigde Staten                                                                        |                                                          |
| 8 augustus 2014    | Réalité                                                 | Verenigde Staten / Frankrijk / België                                                   | Filmfestival van Venetië                                 |
| 10 augustus 2014   | Marie Heurtin                                           | Frankrijk                                                                               | Internationaal filmfestival van Locarno                  |
| 10 augustus 3014   | Paper Planes                                            | Australië                                                                               | Internationaal filmfestival van Melbourne                |
| 12 augustus 2014   | Tekken 2: Kazuya's Revenge                              | Verenigde Staten                                                                        |                                                          |
| 13 augustus 2014   | Let's Be Cops                                           | Verenigde Staten                                                                        |                                                          |
| 14 augustus 2014   | The Possession of Michael King                          | Verenigde Staten                                                                        |                                                          |
| 14 augustus 2014   | Singham Returns                                         | India                                                                                   |                                                          |
| 14 augustus 2014   | Anjaan                                                  | India                                                                                   |                                                          |
| 15 augustus 2014   | The Giver                                               | Verenigde Staten                                                                        |                                                          |
| 15 augustus 2014   | Hector and the Search for Happiness                     | Verenigd Koninkrijk / Duitsland / Canada / Zuid-Afrika                                  |                                                          |
| 19 augustus 2014   | Tri Dritare dhe një Varje (Three Windows and a Hanging) | Kosovo                                                                                  | Sarajevo                                                 |
| 21 augustus 2024   | De overgave                                             | Nederland                                                                               |                                                          |
| 22 augustus 2014   | If I Stay                                               | Verenigde Staten                                                                        |                                                          |
| 22 augustus 2014   | The Prince                                              | Verenigde Staten                                                                        |                                                          |
| 22 augustus 2014   | Sin City: A Dame to Kill For                            | Verenigde Staten                                                                        | sequel van Sin City                                      |
| 22 augustus 2014   | Tu veux ou tu veux pas                                  | Frankrijk                                                                               |                                                          |
| 22 augustus 2014   | When the Game Stands Tall                               | Verenigde Staten                                                                        |                                                          |
| 23 augustus 2014   | Melody                                                  | België                                                                                  | Festival du Film Francophone d'Angoulême                 |
| 23 augustus 2014   | On a marchè sur Bangkok                                 | Frankrijk                                                                               | Festival du Film Francophone d'Angoulême                 |
| 23 augustus 2014   | La prochaine fois je viserai le cœur                    | Frankrijk                                                                               | Festival du Film Francophone d'Angoulême                 |
| 24 augustus 2014   | Gemma Bovery                                            | Frankrijk                                                                               | Festival du Film Francophone d'Angoulême                 |
| 24 augustus 2014   | Lou! Journal infime                                     | Frankrijk                                                                               | Festival du Film Francophone d'Angoulême                 |
| 26 augustus 2014   | L'Année prochaine                                       | Frankrijk / België                                                                      | Internationaal filmfestival van Montreal                 |
| 27 augustus 2014   | Birdman                                                 | Verenigde Staten                                                                        | Filmfestival van Venetië                                 |
| 27 augustus 2014   | The November Man                                        | Verenigde Staten                                                                        |                                                          |
| 28 augustus 2014   | The Look of Silence                                     | Denemarken                                                                              | Filmfestival van Venetië                                 |
| 28 augustus 2014   | Wolves                                                  | Canada                                                                                  |                                                          |
| 29 augustus 2014   | As Above, So Below                                      | Verenigde Staten                                                                        |                                                          |
| 29 augustus 2014   | 99 Homes                                                | Verenigde Staten                                                                        | Filmfestival van Venetië                                 |
| 29 augustus 2014   | The Imitation Game                                      | Verenigde Staten                                                                        | People's Choise Award op het Filmfestival Toronto        |
| 29 augustus 2014   | Rosewater                                               | Verenigde Staten                                                                        | Telluride Film Festival                                  |
| 30 augustus 2014   | 3 cœurs                                                 | Frankrijk                                                                               | Filmfestival van Venetië                                 |
| 30 augustus 2014   | Ich seh, Ich seh                                        | Oostenrijk                                                                              | Filmfestival van Venetië                                 |
| 31 augustus 2014   | The Boxtrolls                                           | Verenigde Staten                                                                        |                                                          |
| 31 augustus 2014   | Hungry Hearts                                           | Italië                                                                                  | Filmfestival van Venetië                                 |
| 31 augustus 2014   | Loin des hommes                                         | Frankrijk                                                                               | Filmfestival van Venetië                                 |
| 2 september 2014   | En duva satt på en gren och funderade på tillvaron      | Zweden                                                                                  | Gouden Leeuw op het Filmfestival van Venetië             |
| 4 september 2014   | Before I Go to Sleep                                    | Verenigd Koninkrijk                                                                     |                                                          |
| 4 september 2014   | The Judge                                               | Verenigde Staten                                                                        | Filmfestival Toronto                                     |
| 4 september 2014   | Maya the Bee: Movie (Maya: eerste vlucht)               | Duitsland / Australië                                                                   | Animatiefilm                                             |
| 4 september 2014   | Pasolini                                                | Frankrijk / Italië / België                                                             | Filmfestival van Venetië                                 |
| 4 september 2014   | Theeb                                                   | Jordanië / Qatar / Verenigd Koninkrijk / Verenigde Arabische Emiraten                   | Filmfestival van Venetië                                 |
| 5 september 2014   | Good Kill                                               | Verenigde Staten                                                                        | Filmfestival van Venetië                                 |
| 5 september 2014   | The Postman's White Nights                              | Rusland                                                                                 | Filmfestival van Venetië                                 |
| 5 september 2014   | Mary Kom                                                | India                                                                                   | Filmfestival Toronto                                     |
| 5 september 2014   | The Equalizer                                           | Verenigde Staten                                                                        | Filmfestival Toronto                                     |
| 5 september 2014   | The Drop                                                | Verenigde Staten                                                                        | Filmfestival Toronto                                     |
| 5 september 2014   | Eden                                                    | Frankrijk                                                                               | Filmfestival Toronto                                     |
| 5 september 2014   | St. Vincent                                             | Verenigde Staten                                                                        | Filmfestival Toronto                                     |
| 6 september 2014   | Im Labyrinth des Schweigens                             | Duitsland                                                                               | Filmfestival Toronto                                     |
| 6 september 2014   | Men, Women & Children                                   | Verenigde Staten                                                                        | Filmfestival Toronto                                     |
| 6 september 2014   | Mot naturen                                             | Noorwegen                                                                               | Filmfestival Toronto                                     |
| 6 september 2014   | Roger Waters: The Wall                                  | Verenigd Koninkrijk                                                                     | Filmfestival Toronto                                     |
| 6 september 2014   | The Riot Club                                           | Verenigd Koninkrijk                                                                     | Filmfestival Toronto                                     |
| 6 september 2014   | Song of the Sea                                         | Ierland / Luxemburg / België / Frankrijk / Denemarken                                   | Filmfestival Toronto                                     |
| 6 september 2014   | Top Five                                                | Verenigde Staten                                                                        | Filmfestival Toronto                                     |
| 6 september 2014   | Une nouvelle amie                                       | Frankrijk                                                                               | Filmfestival Toronto                                     |
| 6 september 2014   | Waste Land                                              | België                                                                                  | Filmfestival Toronto                                     |
| 7 september 2014   | Antboy                                                  | Denemarken                                                                              | Filmfestival Toronto                                     |
| 7 september 2014   | Félix et Meira                                          | Canada                                                                                  | Filmfestival Toronto                                     |
| 7 september 2014   | The Last Five Years                                     | Verenigde Staten                                                                        | Filmfestival Toronto                                     |
| 7 september 2014   | Love & Mercy                                            | Verenigde Staten                                                                        | Filmfestival Toronto                                     |
| 7 september 2014   | Miss Julie                                              | Noorwegen / Verenigd Koninkrijk / Ierland / Frankrijk                                   | Filmfestival Toronto                                     |
| 7 september 2014   | Ned Rifle                                               | Verenigde Staten                                                                        | Filmfestival Toronto                                     |
| 7 september 2014   | Nightcrawler                                            | Verenigde Staten                                                                        | Filmfestival Toronto                                     |
| 7 september 2014   | Samba                                                   | Frankrijk                                                                               | Filmfestival Toronto                                     |
| 7 september 2014   | The Theory of Everything                                | Verenigd Koninkrijk                                                                     | Filmfestival Toronto                                     |
| 7 september 2014   | This Is Where I Leave You                               | Verenigde Staten                                                                        | Filmfestival Toronto                                     |
| 8 september 2014   | Adult Beginners                                         | Verenigde Staten                                                                        | Filmfestival Toronto                                     |
| 8 september 2014   | Atlantic.                                               | Nederland / België / Duitsland / Marokko                                                | Filmfestival Toronto                                     |
| 8 september 2014   | The Keeping Room                                        | Verenigde Staten                                                                        | Filmfestival Toronto                                     |
| 8 september 2014   | Still Alice                                             | Verenigde Staten                                                                        | Filmfestival Toronto                                     |
| 9 september 2014   | Learning to Drive                                       | Verenigde Staten                                                                        | Filmfestival Toronto                                     |
| 9 september 2014   | Rec 4: Apocalypse                                       | Spanje                                                                                  | Filmfestival Toronto                                     |
| 10 september 2014  | Revenge of the Green Dragons                            | Verenigde Staten                                                                        | Filmfestival Toronto                                     |
| 10 september 2014  | Welp                                                    | België                                                                                  | Filmfestival Toronto                                     |
| 11 september 2014  | Finding Fanny                                           | India                                                                                   |                                                          |
| 11 september 2014  | The Maze Runner                                         | Verenigde Staten                                                                        |                                                          |
| 11 september 2014  | Nena                                                    | Nederland / Duitsland                                                                   |                                                          |
| 11 september 2014  | No Good Deed                                            | Verenigde Staten                                                                        |                                                          |
| 12 september 2014  | Dorsvloer vol confetti                                  | Nederland                                                                               | Film by the Sea Film Festival                            |
| 13 september 2014  | A Little Chaos (The King's Gardens)                     | Verenigd Koninkrijk                                                                     | Filmfestival Toronto                                     |
| 13 september 2014  | Plan Bart                                               | België                                                                                  | Filmfestival Oostende                                    |
| 16 september 2014  | Dabbe 5: Zehr-i Cin                                     | Turkije                                                                                 |                                                          |
| 16 september 2014  | Khoobsurat                                              | India                                                                                   |                                                          |
| 17 september 2014  | Onder het hart                                          | Nederland                                                                               | Filmfestival Oostende                                    |
| 18 september 2014  | A Walk Among the Tombstones                             | Verenigde Staten                                                                        |                                                          |
| 18 september 2014  | Fasandræberne                                           | Denemarken / Duitsland / Zweden                                                         | Austin Fantastic Fest                                    |
| 20 september 2014  | Everly                                                  | Verenigde Staten                                                                        | Fantastic Fest                                           |
| 20 september 2014  | Pijnstillers                                            | Nederland                                                                               | Film by the Sea Film Festival                            |
| 22 september 2014  | Outcast                                                 | Verenigde Staten / Canada / China / Frankrijk                                           | Peking                                                   |
| 24 september 2014  | Bloedlink                                               | Nederland                                                                               | Nederlands Film Festival                                 |
| 25 september 2014  | 2/11 Het spel van de wolf                               | Nederland                                                                               | Nederlands Film Festival                                 |
| 25 september 2014  | Two Night Stand                                         | Verenigde Staten                                                                        |                                                          |
| 26 september 2014  | Gone Girl                                               | Verenigde Staten                                                                        |                                                          |
| 26 september 2014  | Outcast                                                 | Verenigde Staten / China / Frankrijk                                                    |                                                          |
| 26 september 2014  | Vie sauvage                                             | Frankrijk / België                                                                      | Filmfestival van San Sebastián                           |
| 27 september 2014  | Dummie de Mummie                                        | Nederland                                                                               | Nederlands Film Festival                                 |
| 29 september 2014  | Annabelle                                               | Verenigde Staten                                                                        |                                                          |
| 30 september 2014  | Aanmodderfakker                                         | Nederland                                                                               | Gouden Kalf 2014 "Beste Film"                            |
| 1 oktober 2014     | Dracula Untold                                          | Verenigde Staten                                                                        |                                                          |
| 2 oktober 2014     | The Book of Life                                        | Verenigde Staten                                                                        | Manolo's magische reis                                   |
| 2 oktober 2014     | Left Behind                                             | Verenigde Staten                                                                        |                                                          |
| 2 oktober 2014     | Wonderbroeders                                          | Nederland                                                                               |                                                          |
| 4 oktober 2014     | Être                                                    | Frankrijk                                                                               | Festival international du film francophone de Namur      |
| 4 oktober 2014     | Inherent Vice                                           | Verenigde Staten                                                                        |                                                          |
| 7 oktober 2014     | The Best of Me                                          | Verenigde Staten                                                                        | Los Angeles, Californië                                  |
| 10 oktober 2014    | Kill the Messenger                                      | Verenigde Staten                                                                        |                                                          |
| 13 oktober 2014    | Serena                                                  | Frankrijk / Verenigde Staten                                                            |                                                          |
| 14 oktober 2014    | The Loft                                                | Verenigde Staten                                                                        | Film Fest Gent                                           |
| 15 oktober 2014    | Fury                                                    | Verenigde Staten                                                                        |                                                          |
| 15 oktober 2014    | De Club van Sinterklaas & Het Pratende Paard            | Nederland                                                                               |                                                          |
| 15 oktober 2014    | Het leven volgens Nino                                  | Nederland                                                                               |                                                          |
| 16 oktober 2014    | La dictadura perfecta                                   | Mexico                                                                                  |                                                          |
| 16 oktober 2014    | Incir Reçeli 2                                          | Turkije                                                                                 |                                                          |
| 16 oktober 2014    | Son of a Gun                                            | Australië                                                                               |                                                          |
| 17 oktober 2014    | Love, Rosie                                             | Verenigd Koninkrijk / Duitsland                                                         | Philadelphia International Film Festival                 |
| 17 oktober 2014    | Operasjon Arktis                                        | Noorwegen                                                                               |                                                          |
| 19 oktober 2014    | Eau Zoo                                                 | België                                                                                  | Film Fest Gent                                           |
| 19 oktober 2014    | Lucifer                                                 | België                                                                                  | Internationaal filmfestival van Rome                     |
| 21 oktober 2014    | The Taking of Deborah Logan                             | Verenigde Staten                                                                        |                                                          |
| 22 oktober 2014    | Le grimoire d'Arkandias                                 | Frankrijk                                                                               |                                                          |
| 23 oktober 2014    | Big Hero 6                                              | Verenigde Staten                                                                        |                                                          |
| 23 oktober 2014    | Trouw met mij!                                          | België                                                                                  | Filmfestival van Valladolid                              |
| 24 oktober 2014    | Happy New Year                                          | India                                                                                   |                                                          |
| 24 oktober 2014    | John Wick                                               | Verenigde Staten                                                                        |                                                          |
| 24 oktober 2014    | Ouija                                                   | Verenigde Staten                                                                        |                                                          |
| 24 oktober 2014    | Stonehearst Asylum                                      | Verenigde Staten                                                                        |                                                          |
| 26 oktober 2014    | Interstellar                                            | Verenigde Staten / Verenigd Koninkrijk                                                  | TCL Chinese Theatre                                      |
| 27 oktober 2014    | Pak van mijn hart                                       | Nederland                                                                               |                                                          |
| 30 oktober 2014    | Dansen op de vulkaan                                    | Nederland                                                                               |                                                          |
| 5 november 2014    | Image                                                   | België                                                                                  |                                                          |
| 5 november 2014    | Suite française                                         | Verenigd Koninkrijk / Frankrijk / België                                                | American Film Market                                     |
| 6 november 2014    | A Most Violent Year                                     | Verenigde Staten                                                                        | AFI Fest                                                 |
| 6 november 2014    | Jessabelle                                              | Verenigde Staten                                                                        |                                                          |
| 7 november 2014    | La Famille Bélier                                       | Frankrijk                                                                               | Festival international du film d'Arras                   |
| 8 november 2014    | Penguins of Madagascar                                  | Verenigde Staten                                                                        |                                                          |
| 10 november 2014   | The Hunger Games: Mockingjay - Part 1                   | Verenigde Staten                                                                        | Londen                                                   |
| 11 november 2014   | American Sniper                                         | Verenigde Staten                                                                        | AFI Fest                                                 |
| 11 november 2014   | Selma                                                   | Verenigde Staten / Verenigd Koninkrijk                                                  | AFI Fest                                                 |
| 13 november 2014   | Big Eyes                                                | Verenigde Staten                                                                        | Film Independent at LACMA                                |
| 14 november 2014   | Dumb and Dumber To                                      | Verenigde Staten                                                                        |                                                          |
| 17 november 2014   | Unbroken                                                | Verenigde Staten                                                                        | Sidney                                                   |
| 19 november 2014   | Wiplala                                                 | Nederland                                                                               |                                                          |
| 28 november 2014   | Paddington                                              | Verenigd Koninkrijk / Frankrijk / Canada                                                |                                                          |
| 1 december 2014    | Gooische Vrouwen 2                                      | Nederland                                                                               |                                                          |
| 1 december 2014    | The Hobbit: The Battle of the Five Armies               | Verenigde Staten / Nieuw-Zeeland                                                        | Londen                                                   |
| 2 december 2014    | Brabançonne                                             | België                                                                                  |                                                          |
| 3 december 2014    | Exodus: Gods and Kings                                  | Verenigd Koninkrijk / Verenigde Staten / Spanje                                         |                                                          |
| 3 december 2014    | Mees Kees op de planken                                 | Nederland                                                                               |                                                          |
| 5 december 2014    | Get Santa                                               | Verenigd Koninkrijk                                                                     |                                                          |
| 7 december 2014    | Annie                                                   | Verenigde Staten                                                                        | New York                                                 |
| 8 december 2014    | Into the Woods                                          | Verenigde Staten                                                                        | New York                                                 |
| 9 december 2014    | Bowling Balls                                           | België                                                                                  |                                                          |
| 11 december 2014   | The Interview                                           | Verenigde Staten                                                                        | Los Angeles                                              |
| 11 december 2014   | The Water Diviner                                       | Australië / Turkije / Verenigde Staten                                                  | Filmfestival van Dubai                                   |
| 12 december 2014   | Night at the Museum: Secret of the Tomb                 | Verenigde Staten / Verenigd Koninkrijk                                                  | New York                                                 |
| 13 december 2014   | Kingsman: The Secret Service                            | Verenigde Staten / Verenigd Koninkrijk                                                  | Butt-Numb-A-Thon Film Festival                           |
| 16 december 2014   | Taken 3                                                 | Frankrijk                                                                               | Berlijn                                                  |
| 17 december 2014   | Seventh Son                                             | Verenigd Koninkrijk / Verenigde Staten / Canada / China                                 |                                                          |
| 17 december 2014   | Benoît Brisefer: Les Taxis rouges                       | Frankrijk / België                                                                      | Stripverfilming                                          |
| 18 december 2014   | Yi bu zhi yao (Gone with the Bullets)                   | China / Hongkong                                                                        |                                                          |
| 25 december 2014   | Bibi & Tina: Voll verhext!                              | Duitsland                                                                               |                                                          |

1870-1879 · 1880-1889 · 1890 · 1891 · 1892 · 1893 · 1894 · 1895 · 1896 · 1897 · 1898 · 1899 · 1900 · 1901 · 1902 · 1903 · 1904 · 1905 · 1906 · 1907 · 1908 · 1909 · 1910 · 1911 · 1912 · 1913 · 1914 · 1915 · 1916 · 1917 · 1918 · 1919 · 1920 · 1921 · 1922 · 1923 · 1924 · 1925 · 1926 · 1927 · 1928 · 1929 · 1930 · 1931 · 1932 · 1933 · 1934 · 1935 · 1936 · 1937 · 1938 · 1939 · 1940 · 1941 · 1942 · 1943 · 1944 · 1945 · 1946 · 1947 · 1948 · 1949 · 1950 · 1951 · 1952 · 1953 · 1954 · 1955 · 1956 · 1957 · 1958 · 1959 · 1960 · 1961 · 1962 · 1963 · 1964 · 1965 · 1966 · 1967 · 1968 · 1969 · 1970 · 1971 · 1972 · 1973 · 1974 · 1975 · 1976 · 1977 · 1978 · 1979 · 1980 · 1981 · 1982 · 1983 · 1984 · 1985 · 1986 · 1987 · 1988 · 1989 · 1990 · 1991 · 1992 · 1993 · 1994 · 1995 · 1996 · 1997 · 1998 · 1999 · 2000 · 2001 · 2002 · 2003 · 2004 · 2005 · 2006 · 2007 · 2008 · 2009 · 2010 · 2011 · 2012 · 2013 · 2014 · 2015 · 2016 · 2017 · 2018 · 2019 · 2020 · 2021 · 2022 · 2023 · 2024 · 2025